# Zdzisław Owsik
Zdzisław Owsik (ur. 3 czerwca 1931 w Brześciu nad Bugiem, zm. 11 stycznia 2018 w Łodzi) – polski aktor lalkarz, aktor Teatru Lalek „Arlekin” w Łodzi (1952–1963, 1964–1993) oraz Teatru Lalek „Guliewer” w Warszawie (1963–1964).
Został pochowany na cmentarzu Zarzew w Łodzi.

## Wyróżnienia
- III nagroda aktorska za rolę Młynka w „Młynku do kawy” na II Ogólnopolskim Festiwalu Teatrów Lalek (1960)[2]
- Honorowa Odznaka Miasta Łodzi (1965)[1]
- Brązowa Szopka przyznana przez Polski Ośrodek Lalkarski „POLUNIMA” (1969)[2]
- Nagroda Ministra Kultury i Sztuki (1969)
- Odznaka „Zasłużony Działacz Kultury” (1975)
- Złoty Krzyż Zasługi (1976)[1]
- Nagroda za rolę Cara w „Koniku Garbusku” na Ogólnopolskim Festiwal Sztuk Rosyjskich i Radzieckich w Łodzi (1977)[2]
- Nagroda główna za rolę Lisa w przestawieniu „Pieśń o lisie” na V Biennale Sztuki dla Dzieci w Poznaniu (1979)[4]
- Nagroda prezesa Rady Ministrów (zespołowa; 1980)[2]
- Nagroda Specjalna Sekcji Lalkowej ZASP za całokształt pracy w dziedzinie teatru lalek (2013)[1]

## Filmografia
- 1990: „Niezwykłe przygody pluszowych misiów” – głos postaci animowanej
- 1991: „Podróż z zaczarowanym ołówkiem” – głos postaci animowanej
- 1993–2000: „Mordziaki” – głos postaci animowanej
- 1997: „Kocia Wielkanoc” – głos postaci animowanej, wykonanie piosenek
- 2000: „Sznurowadło w supełki” (cykl „Za siedmioma duchami”) – głos postaci animowanej[1]